# Socorali
Socorali – wieś w Rumunii, w okręgu Caraș-Severin, w gminie Ciclova Română. W 2011 roku liczyła 168 mieszkańców. 